# Сарлак, Алиреза
Алиреза Сарлак (род. 30 апреля 1997, Элигудерз, Лурестан) — иранский борец вольного стиля, серебряный призёр чемпионатов Азии и мира, серебряный призёр Кубка мира. Выступает в легчайшей весовой категории (до 57 кг). В 2019 году в Якутске Сарлак стал серебряным призёром розыгрыша Кубка мира. В 2021 году он стал вторым на чемпионате Азии в Алма-Ате (Казахстан). В том же году в Осло (Норвегия) Сарлак завоевал серебро чемпионата мира.